# 須賀川橋 (奥州街道)
須賀川橋（すかがわはし）は、福島県須賀川市にある道路橋である。

## 概要
- 全長：114.5 m
  - 主径間：40.3 m
- 幅員：9.0 m (16.0 m)
- 形式：3径間鋼連続鈑桁橋
- 竣工：2001年
- 施工：横河ブリッジ・楢崎製作所[1]

須賀川市中心部を流れる一級水系阿武隈川水系釈迦堂川に架かり、福島県道355号須賀川二本松線（奥州街道）を通す。南詰は須賀川市北町、北詰は栄町と塚田の境界に位置する。橋上は上下対向2車線で供用されており、上下線に幅員3.5mの歩道が整備されている。

## 沿革
- 旧来の奥州街道は現在岩瀬の渡し坂と呼ばれる屈曲した急坂を下り、渡し船で釈迦堂川を渡河していた。下流側に簡易木橋である中宿橋が架けられていたが、増水により度々流出を繰り返していた。
- 1883年 - 街道整備により中宿橋の約100 m上流側に初代橋梁が架けられる[2]。
- 1890年 - 洪水による被害を受ける。
- 1892年 - 2代目となる2径間木鉄混交上路式単純トラス橋（全長59 m、幅員6 m）が架けられる[3]。福島県内で初めての西洋式木鉄混交トラス橋であり、会津藩士の宮大工で1887年より福島県の建築技師となった江川三郎八により建設が進められた。当橋梁の建設によって培われた建設技術は「江川式小屋組」と呼ばれ、県内や後の赴任先となる岡山県の木造洋風建築の公共施設建設に用いられた[4]。
- 1934年 - 3代目となる3径間RC桁橋（全長52 m、幅員8.5 m）が架けられる[5]。
- 2001年 - 4代目となる現在の橋梁が架けられる。先代の橋梁の親柱は南詰の北町あじさい公園に移築保存されている。釈迦堂川親水公園を跨ぎ、近隣で釈迦堂川花火大会が行われることから景観に配慮した設計がなされ、変断面桁の採用やバルコニーの設置が行われた。総工費は8億2千万円[6]

## 近隣
- 北町あじさい公園
- 公立岩瀬病院
  - 御北稲荷神社
- 岩瀬の渡し跡